# Portada/article setembre 9

## Emma Goldman
Emma Goldman (Kaunas, Imperi Rus, 27 de juny del 1869 - Toronto, Canadà, 14 de maig del 1940) fou una anarquista coneguda pel seu activisme, escrits i discursos. Va tenir un paper fonamental en el desenvolupament de la filosofia anarquista de la primera meitat del segle xx a l'Amèrica del Nord i Europa i introduí idees feministes en el pensament anarquista. D'origen lituà, el 1885 va emigrar a Nova York (Estats Units), on va conèixer l'anarquisme i va esdevenir part del creixent moviment anarquista després de la revolta de Haymarket. A Nova York, Goldman esdevé una assagista de renom i escriptora de filosofia anarquista i anticapitalista, i redacta articles sobre l'emancipació de la dona, problemes socials i lluita sindical. Ella i el també escriptor anarquista Alexander Berkman, el seu amant i company de tota la vida, van planejar l'assassinat de Henry Clay Frick, empresari que s'enfrontava a la Vaga de Homestead de 1892, com un acte de propaganda pel fet. Encara que Frick va sobreviure a l'atac, Berkman va ser condemnat a vint anys de presó. Goldman va ser arrestada diverses vegades per "encoratjar motins" i per la distribució il·legal d'informació sobre l'anticoncepció.